# 태백시의 지질

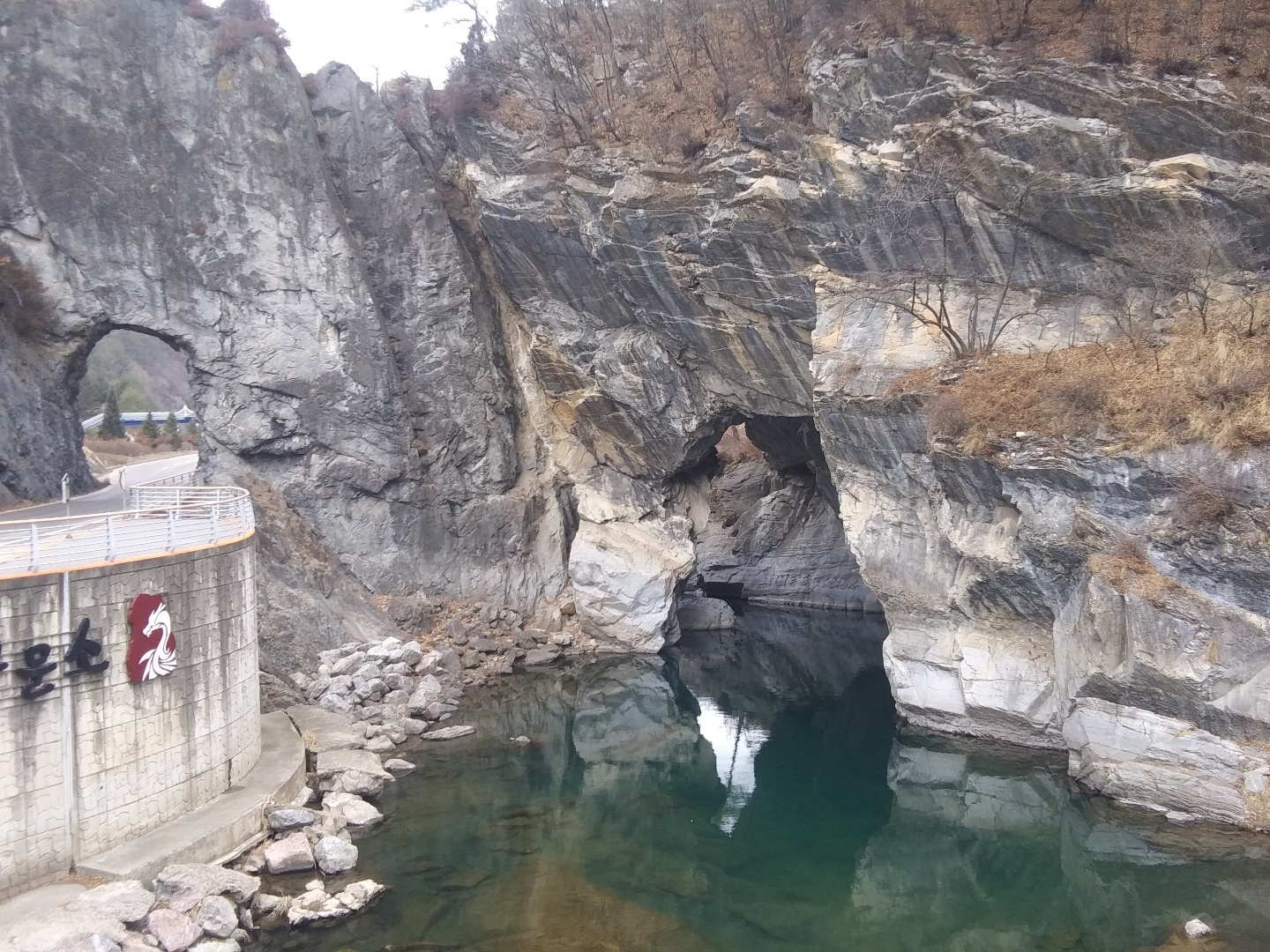
구문소의 회색 지층은 조선 누층군 막동 석회암층(막골층) 가운데 동굴은 낙동강 상류인 황지천이 막골층의 석회암 암석층을 뜷고 형성된 것이다.

본 문서에서는 강원특별자치도 태백시의 지질과 태백시의 석탄(삼척탄전) 및 태백시 내 강원고생대국가지질공원의 지질유산에 대해 설명한다.

## 개요
태백시는 옥천 습곡대의 동부에 위치한다. 지질은 주로 고생대 조선 누층군의 석회암과 평안 누층군가 분포하고 있으며, 오랜 지질시대의 지각운동을 받아 지질구조가 매우 복잡하다. 특히 평안 누층군에서는 무연탄이 산출되어 과거 석탄(무연탄)이 많이 산출되었으며 현재도 대한석탄공사 장성광업소에서 석탄이 가행되고 있다.

## 선캄브리아기

### 고선리층
선캄브리아기의 변성퇴적암 지층인 율리층군 고선리층(Yuli Group Goseonri formation)은 태백산 주변 태백시 소도동 남부와 금천동 서부 지역에 일부 분포하며 봉화군 지역으로 이어진다. 고선리층은 태백산 지역에서 조선 누층군 장산 규암층에 의해 경사 부정합으로 덮히고 금천동 서부 지역에서 함백산 단층에 의해 조선 누층군 묘봉층~막골층과 단층으로 접한다.

### 홍제사 화강암
선캄브리아기의 홍제사 화강암(PCEhgr; Precambrian Hongjesa granite)은 남부의 동점동, 철암동 지역에 분포하고 있다. 이호선 외(2010)는 강원특별자치도 삼척시 도계읍 신리 지역의 홍제사 화강암에서 저어콘을 채취해 LA-ICP-MS 저어콘 U-Pb 연대측정을 실시한 결과 2013 +30/-24(2 σ) Ma의 연령이 구해져 홍제사 화강암은 약 20억 년 전에 형성된 것으로 해석된다.

## 고생대조선 누층군과삼엽충,구문소

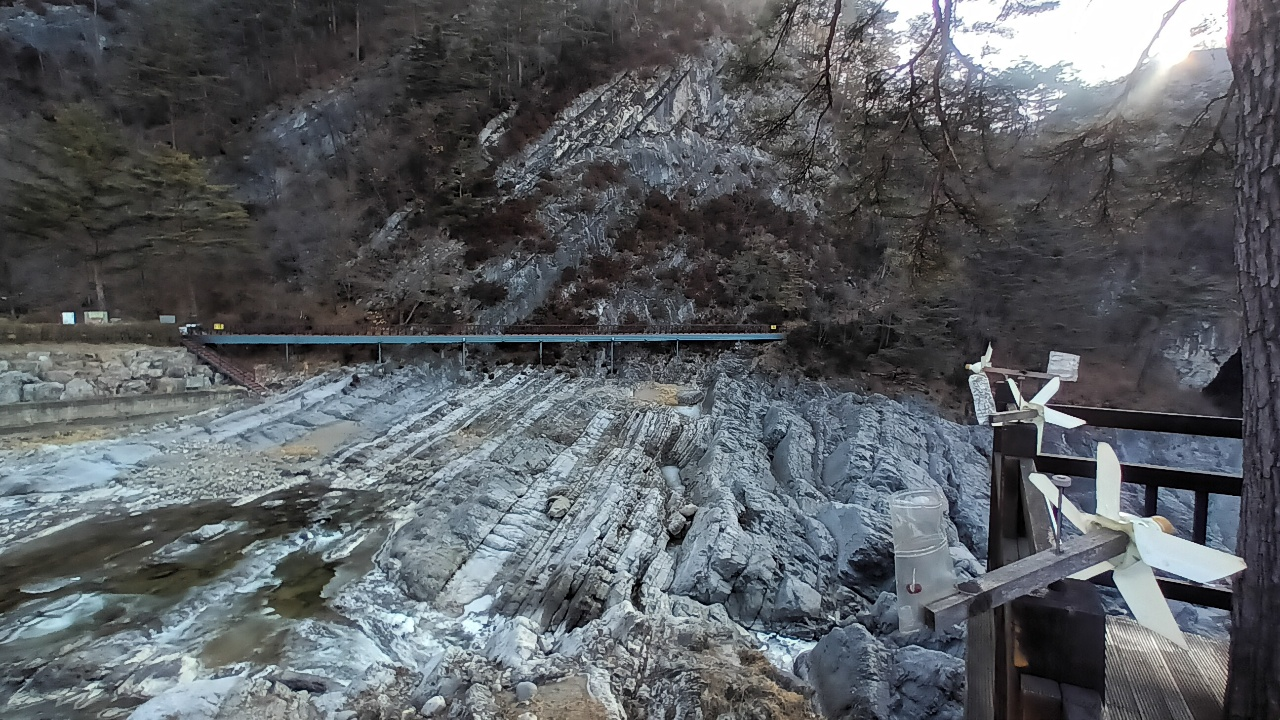
태백고생대자연사박물관 인근 황지천에 드러난 조선 누층군 막골층의 석회암 노두 사진이다. 구문소 바로 뒤쪽이며, 층리가 선명하게 드러나 있고, 북서쪽을 향해 크게 기울어져 있다. 해당 지역은 백운산 향사대의 남익에 위치한다.

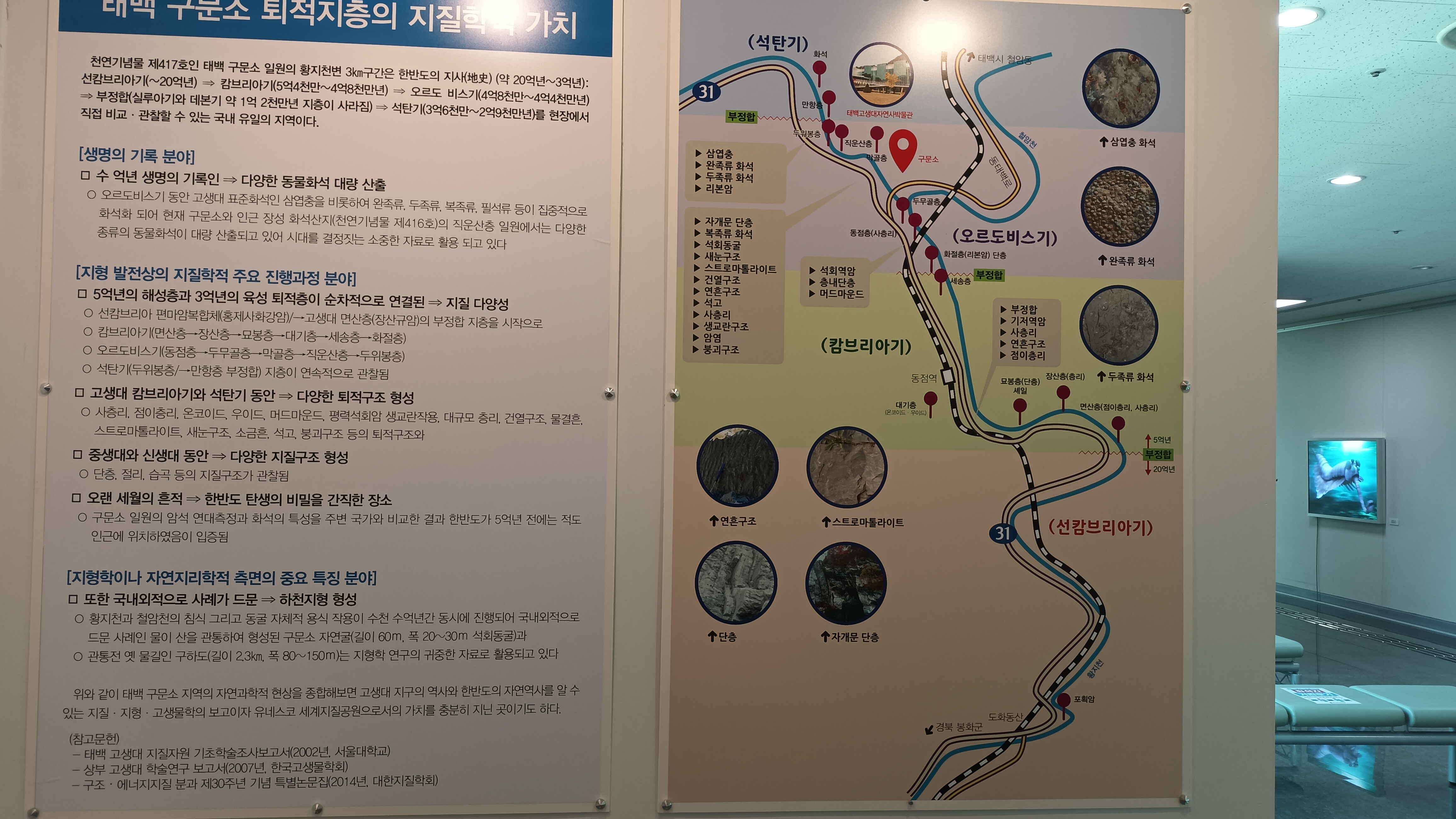
강원도 태백시 구문소 주변의 지질

고생대 초기 캄브리아기에서 오르도비스기까지 퇴적된 해성층 조선 누층군 태백층군은 태백시 북부와 남부에 분포하며, 태백시 남부에서는 함백지향사(地向斜) 또는 백운산 향사대의 향사 습곡 구조에 의해 장성-철암동을 중심으로 환상(環狀) 그리고 좁고 길게 대상(帶狀)으로 분포한다. 이들 조선계 지층은 동점동, 철암동 등지에서 하부의 선캄브리아기 지층을 부정합으로 덮고 있다.

### 장산 규암층
장산 규암층(Jangsan formation)은 조선 누층군의 기저층으로 태백시 동점동 지역에서 남서 방향의 두 개의 주향 이동 단층에 의해 단절되어 분포되어 있다. 태백시 남부 동점동 지역(이하 동점 지역)에서는 주로 담회색 내지 유백색의 중-조립의 규암으로 구성되며, 상부에서 암회색 역질규암이 협재된다. 동점 지역에서는 주향 이동 단층을 경계로 서쪽은 경사가 급하나 동쪽은 수평층에 가깝고, 지층의 두께는 약 200 m이다. 장산층은 퇴적물의 조성 및 조직에 근거해 사주 해변(Barrier beach)이 천해성 사질환경(Nearshoresand)으로 전이되는 환경에서 퇴적된 것으로 추정되며, 퇴적 초기 및 후기 단계에 각각 해침과 해퇴 작용이 있었던 것으로 해석되었다. 이 지층은 혈동 등지에서 하부의 율리층군을 경사 부정합으로 덮고 있다.
태백시 동점동 동점역 남동쪽 낙동강 하상에 드러난 장산 규암층의 노두
- 선캄브리아기 홍제사 화강암과 캄브리아기 조선 누층군 장산 규암층/면산층과의 부정합 경계 (꽃이 있는 곳부터 조선 누층군)
(북위 37° 04′ 49.1″ 동경 129° 03′ 20.4″ / 북위 37.080306°  동경 129.055667° )
- 낙동강 하천변에 드러난 캄브리아기 장산층의 노두이다. 노두에 자갈이 박혀 있다.
(북위 37° 04′ 48.7″ 동경 129° 03′ 18.9″ / 북위 37.080194°  동경 129.055250° )

### 묘봉층
묘봉층(CEm; Cambrian myobong formation)은 장산층 상위에 정합으로 분포하는 지층이다.
- 장성도폭(1967)에 의하면 봉화군 석포면 석포리 소재 묘봉 남측의 급사면에서 삼척시 가곡면 풍곡리까지 양호한 노출을 보이며 동북동~북동의 주향과 북서 25~30°의 경사를 보인다. 그리고 풍곡리의 덕풍계곡에서 북서 방향의 단층으로 남동쪽으로 변위되어 동북동으로 연장되다가 홍제사 화강암 내로 첨멸된다. 본 지층의 주요 구성 암석은 회녹색, 암회색, 흑회색 등을 띤 점판암이고 층리의 발달이 양호하며 일부에서는 광화(鑛化)작용을 받아 녹색 또는 적갈색으로 변해 있다. 광화 작용은 화강암 또는 반암(斑巖)류의 관입을 받는 곳에서 볼 수 있으며 덕풍계곡 용소골 어귀에서는 녹렴석화와 더불어 섬아연석의 광화를 받은 것이 노출되어 있으며 여기서 약 2 km 동측 사면에는 과거에 가행한 실적이 있는 광산을 형성하고 있다.[7]
- 석개재 단면에 약 120 m 두께로 드러난 묘봉층은 암회색 이암, (괴상) 사암 등으로 구성되어 있다. 이 단면에서 묘봉층 하한은 암회색 이암의 첫 출현이며 상한은 풍촌 석회암층의 온코이드 입자암(oncoidal grainstone) 직하부이다.[8]
- 태백시 동점동 지역에는 남-북 주향의 2개 조의 주향 이동 단층이 분포하는데 이 단층의 영향으로 풍촌 석회암층과 단층으로 접한다. 대부분 사질점판암과 이암의 호층대로 구성되고 최상부 점판암에 석회암이 협재되며 두께는 130 m이다. 묘봉층은 쇄설성에서 탄산염암 퇴적환경으로 전이하는 환경에서 퇴적된 것으로 추정된다.[6]
- 강원특별자치도 삼척시 가곡면과 태백시 철암동에 위치한 가곡광산은 묘봉층 및 풍촌층 내의 석회암과 화강반암의 접촉부, 단층 및 층리의 규제를 받아 배태된 접촉 교대 광산으로 스카른(skarn) 내에 층상(層狀) 및 불규칙한 괴상(塊狀)의 형체로 형성되었다. 조선 누층군 중 광상과 관련이 있는 묘봉층과 풍촌 석회암층은 석회암으로 구성되며 충상단층에 의해 3회 이상 반복하여 분포한다. 광체의 발달 상태는 묘봉층에서 폭이 2~25 m와 연장이 30~200 m이다. 이 광산은 1977년 부터 1987년까지 아연, 연 및 구리 등을 생산하였으며, 품위는 아연이 5.59~5.23%, 연이 0.47~0.36% 의 범위에 있다.[9]

### 대기층(풍촌 석회암층)

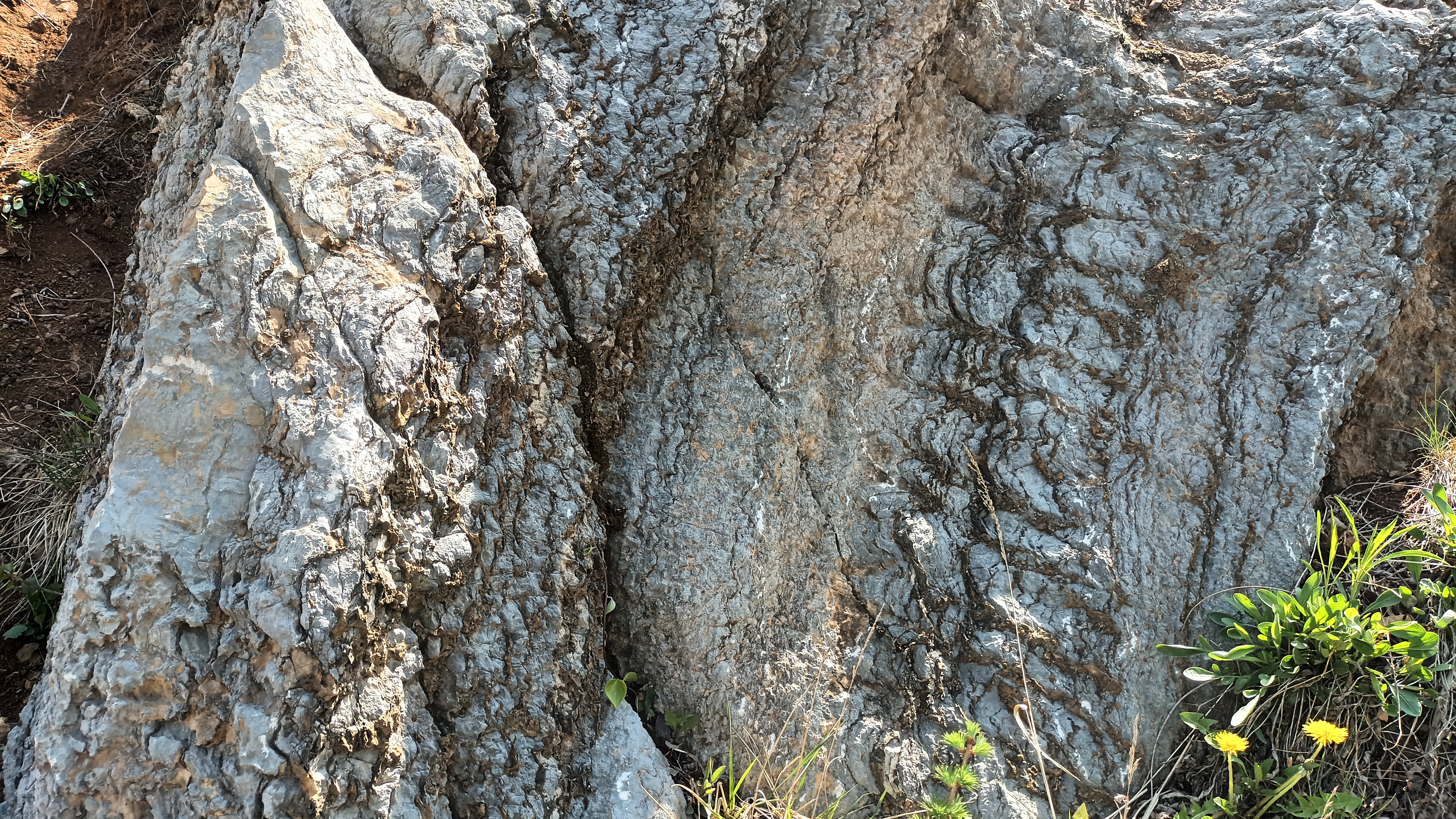
태백시 동점동 태백동점산업단지 내 풍촌 석회암층(대기층)에 발달한 스트로마톨라이트의 모습이다.

대기층 또는 풍촌 석회암층(Punchon formation)은 묘봉층을 정합적으로 덮으며 괴상(塊狀) 석회암 등으로 구성되어 있다. 동점 지역에서 풍촌층은 서쪽에 분포되는 주향 이동 단층의 영향으로 동쪽은 완만한 습곡의 형태로 북동, 북서 방향으로 향사 습곡의 형태로 분포하며 서쪽은 단층의 영향으로 북으로 경사져 있다. 주요 구성 암석은 백색 내지 유백색의 괴상 석회암과 담회-회색 괴상 석회암, 암회색 괴상 석회암 등이다. 풍촌 석회암층 최상부 약 20 m 구간은 백색-유백색의 괴상 석회암이 우세하며 국내 석회석 자원 산업에서 주로 사용되는 지층이다. 풍촌 석회암층은 평균 200-300 m 정도의 두께를 가지며, 주로 괴상의 밝은색 석회암과 어란상(魚卵狀) 석회암으로 이루어져 있다. 동점 지역에서는 습곡 및 단층의 영향으로 서쪽에는 약 90 m, 동쪽에는 약 110 m 이상으로 나타난다. 이는 북동-남서로 경사하는 습곡의 영향일 것으로 보인다.
- 풍촌층 하부 석회암대는 동점 지역에 약 90 m 폭으로 관찰되며, 묘봉층의 상위에 정합적으로 분포한다. 동점 지역 서쪽에서는 남-북 주향의 2개 조의 단층에 의한 변화로 연장이 단절된다. 또한 남-북 주향 이동 단층의 동쪽 부분의 풍촌층의 분포 면적이 두껍게 나타나고, 동점 지역내에서의 습곡의 영향으로 습곡축을 기점으로 서쪽은 북동으로 경사 하며 동쪽 날개는 북서로 경사하는 것으로 전반적인 큰 향사가 발달되어 있음을 알 수 있다. 하부 석회암은 주로 담회색-암회색 괴상 석회암이 우세하며, 부분적으로 유백색,백색 괴상 석회암이 발달하며 지층의 두께는 약 90 m 내외이다.[6]
- 태백시 원동(N 37.26578459°, E 128.942453°) 지역에서 풍촌 석회암층의 최상부를 시추한 결과 유백색 괴상 석회암으로 구성되어 있고, 빈번하게 암청색 박층이 관찰된다. 상부는 조립질 입자를 포함하고 있는 청색과 백색의 암석으로 구성된다. 풍촌 석회암층과 세송층의 경계부는 상당히 뚜렷한 차이를 보인다. 풍촌 석회암층에서는 유백색 괴상의 석회암이, 광물학적으로는 방해석이 우세하게 나타나나, 세송층에서는 암황색, 적색, 청색의 셰일이 관찰되고, 광물학적으로도 방해석의 함량이 감소하고 석영의 함량이 증가한다.[10]
- 태백시 백산 지역에서의 풍촌 석회암층은 대부분 적회색, 백회색, 암회색의 돌로마이트질 석회암과 석회암으로 이루어지며, 다른 지역과는 달리 하부에 층리 구조가 잘 나타난다. 노두의 기저로부터 약 65 m 층준에는 돌로마이트질 석회질 역암이 나타나며, 상부에는 결정질 석회암이 나타난다. 노두의 기저로부터 30~50 m 지점에 0.5~1 m 두께의 판상 석회질 역암이 3차례 협재된다.[11]
- 동점 지역 내에서 산업적인 가치가 있는 풍촌층 상부 석회암대는 최상부 약 20 m 구간에 해당되며, 상위 화절층에 의해 정합적으로 덮인다. 연구지역 서쪽에 남-북 방향 주향 이동 단층을 기점으로 풍촌층 하부 석회암과 마찬가지로 단층에 영향으로 연장이 단절되어있다. 또한 남-북 방햐의 주향 이동 단층을 기점으로 동쪽에는 하부 석회암과 마찬가지로 습곡에 의한 분포면적이 두껍게 나타나고 있다. 동점 지역의 풍촌층 상부 석회암대는 그 폭이 20 m 로 비교적 얇게 분포되지만 산업적인 가치가 크다. 암상은 주로 백색~유백색에 괴상(塊狀) 석회암으로 구성되어 있고,일부 담회색 괴상 석회암이 함께 나타나지만 주로 백색~유백색이 우세하다. 남-북 방향 주향 이동 단층의 서쪽 부근에는 단층의 영향으로 인해 상부와 하부의 석회암층의 구분이 쉽지 않다.[6]

### 화절층
화절층(CEw; Cambrian hwajeol formation)은 하위의 풍촌층과 정합 관계이며, 동점 지역 북동부에 넓은 범위로 분포한다. 동점 지역의 서쪽에 주향 이동 단층에 의해 연장이 단절된다. 화절층의 주향은 보통 북서-북동 방향이 우세하며, 30-40˚로 지형의 경사와 지층의 경사가 유사한 구조를 보여 화절층이 넓게 분포하고 있다. 연구지역의 암상은 주로 암회색~회색 점판암, 담회색 석회암이 함께 이루어진 리본암으로 구성되어 있다. 최하부 약 5 m 에는 회색 점판암과 암갈색 점판암이 나타나며 최상부에는 일부 갈색 셰일이 협재 되기도 한다. 지층의 두께는 약 350 m이다.

### 동점 규암층
동점 규암층(Od)은 화절층과 두무동층 사이에 약 50 m 두께로 발달하는 규암층이며 동점동에서 그 이름이 유래되었다. 동점 지역의 동점 규암층은 화절층과 상위에 놓이며 정합 관계이다. 동점 지역 북동부에 능선을 따라 협소하게 분포된다. 동점 지역에는 남-북 주향의 2개 조의 주향 이동 단층에 의해 변위된다. 주향 이동 단층을 기점으로 서쪽에는 지층의 경사가 고각으로 발달되어 있고, 단층에 의한 지층의 주향이 동-서 방향과 북동 방향으로 변화되어 분포된다. 동점층은 야외 조사 시에 화절층과 두무동층을 구분하는 지시 지층으로 구분되며 본 층은 주로 유백색의 중~조립의 규암, 암갈색의 함철(含鐵) 사암 등으로 구성된다. 최하부의 암갈색 함철 사암에서 상부로 가면서 중-조립으로 규암의 입도(粒度) 양상이 점이적 변화를 보이는 특징이 있다. 동점 지역에서 본 지층의 두께는 약 20 m이다.

### 두무골층
두무골층(Dumudong formation)은 동점 규암층 상위의 지층으로 이 지층 역시 동점동에서 남-북 주향 이동 단층을 기점으로 변위되어 있다. 주향 이동 단층의 서쪽에서는 지층의 경사가 고각으로 발달되어 있으며, 주향이 동-서 방향에서 북북동 방향으로 변하는데 이는 주향 이동 단층의 영향으로 추정된다. 두무동층 암갈색 점판암, 담회색 석회암으로 이루어진 리본암으로 구성되어있고, 상부로 갈수록 리본암에 담회색 석회암의 협재된 빈도가 증가되고 층후는 약 200m이다. 두무동층의 과거 퇴적환경에 대한 연구에서 셰일과 석회암이 교호되는 사실로 동점 규암층보다는 다소 깊은 환경에서 퇴적된 것으로 해석되었다, 하지만 최근 연구에서는 암상 및 퇴적상 분석으로 폭풍의 영향을 받은 조하대에 램프 환경에서 퇴적되었고, 간조대, 여울 환경까지 이르지는 않은 것으로 해석되었다.

### 막골층(막동 석회암층)
막골층 또는 막동 석회암층(Makgol limestone formation)은 두무골층 위에 정합으로 놓이며 석회질이암, 돌로마이트, 층간 석회질 역암, 생쇄설 입자암, 어란상(魚卵狀) 입자암 등의 다양한 탄산염암으로 구성되고 얇은 사암과 셰일이 협재한다. 지층의 두께는 250~400 m이며, 암상을 기준으로 기저층원, 하부층원, 중부층원, 상부층원으로 구분된다. 막골층은 태백시 동점동의 구문소 주변에서 잘 관찰되며 구문소의 막동 석회암층에서는 연흔, 건열, 소금 결정의 흔적이 뚜렷하게 관찰된다. 막골층은 퇴적구조 및 암상관찰에 근거하여, 조간대(tidal flat) 환경에서 퇴적된 것으로 해석되었으며, 막골층의 탄산염암은 해수 및 담수에 의한 속성 작용의 영향을 받았고 해수와 담수의 혼합이 막동 석회암층의 돌로마이트 형성에 영향을 준 것으로 해석된다.
- 장성 지질도폭(1967)에 의하면 막동 석회암층은 지방도 제910호선이 지나는 석개재 부근에서 덕풍계곡에 이르는 지대에 잘 발달되어 있으며 이 지역에서의 막동 석회암층은 하부에서는 괴상(塊狀)이나 상부는 판상(板狀)으로 층리가 양호하며 암흑색을 띠는 경향이 있다. 지층의 두께는 200~250 m이다. 중봉산(739.9m) 부근의 풍곡 탄광에서는 일부 역단층을 수반하는 동사(同斜) 구조를 이루어 평안 누층군 홍점층의 남, 북측에 반복 노출된다.[7]
- 이경우와 이하영은 태백시 장성-동점 지역에서 조선 누층군 상부 막동 석회암층, 직운산층, 두위봉층에 대한 코노돈트 생층서대를 연구했다. 태백시 장성-동점 지역의 4개 단면에 드러난 3개 지층으로부터 총 1,849개의 코노돈트 개체가 수집되었고 이중 막동 석회암층으로부터 332개 개체가 나왔다. 막동 석회암층에서만 산출되는 Aurilobodus leptosomatus, A. n. sp., Drepanodus altipes, Histoidella serratus, Oistodus inclinatus, Paltodus inconstans, Rhipidognathus maggolensis, Scolopodus cornutiformis, S. giganteus, Ulrichodina off. wisconsinensis와 같은 코노돈트 화석들로 2개의 생층서대가 설정되었고, 하부는 Aurilobodus leptosomatus 코노돈트 생층서대로 명명되었으나 상부는 이름이 정해지지 않았다.[13]
- 태백시 원동 지역 원동 스러스트 단층 남부에 분포하는 막동 석회암층은 주로 판상 및 렌즈상, 또는 괴상(塊狀)의 돌로마이트질 석회암과 돌로마이트로 구성되며, 일부 탄산염 각력암이나 평력암들이 협재된다. 일반적으로 막골의 하부층준은 돌로마이트질 석회암이, 상부층준은 돌로마이트가 우세하게 나타나며, 이러한 돌로마이트질 석회암과 돌로마이트들은 속성작용 초기에 일어난 돌로마이트화 작용에 의한 것으로 해석된다. 지층의 두께는 약 400m다.[14]

태백시의 막골층 노두
- 태백시 황지동 황지교사거리 동쪽, 노외공영주차장(태백시 황지동 20-4) 진입로에 드러난 막골층의 노두이다.
북위 37° 10′ 28.7″ 동경 128° 59′ 39.1″ / 북위 37.174639°  동경 128.994194°
- 태백고생대자연사박물관 앞 황지천에 드러난 막동 석회암층의 노두이다. 구문소 바로 뒤쪽이며, 층리가 선명하게 드러나 있고, 북서쪽을 향해 크게 기울어 있다.
- 북위 37° 05′ 37.8″ 동경 129° 02′ 29.1″ / 북위 37.093833°  동경 129.041417°
- 담회색과 암회색 지층이 교대로 나타난다.
- 담회색 석회암 지층
- 천해의 퇴적 환경을 지시하는 연흔 구조
- 담회색 석회암 지층에 나타난 스트로마톨라이트 구조
- 연흔과 건열 구조가 같이 나타난다.

### 직운산층
고생대의 생물 삼엽충은 한국에서는 태백에서 가장 많이 발견되는 화석으로 특히 직운산층에서 많이 발견된다. 태백에서 삼엽충 화석이 대량으로 산출되는 것은 고생대 때 이곳이 삼엽충이 서식하는 바다였음을 의미한다. 태백이 오늘날과 같이 높은 지대에 위치하게 된 것은 태백산맥을 만든 신생대의 경동성 요곡 운동의 결과이다.
태백시 동점동 태백고생대자연사박물관 앞 황지천 하상에 드러난 직운산층 노두
- 노두 전경
- 삼엽충 화석
- 삼엽충과 완족류 화석
- 삼엽충 화석
- 삼엽충 화석

### 두위봉층
조선 누층군의 층서 및 지질 계통표는 다음과 같다.
| 지질 시대                           | 태백, 삼척 지역   | 태백, 삼척 지역        | 태백, 삼척 지역 | 태백, 삼척 지역 | 영월 지역 | 영월 지역              | 영월 지역 | 평남 지역              |
| 지질 시대                           | 구분              | 지층명                 | 암석 | 두께(m)         | 지층명    | 암석                   | 두께(m)   | 평남 지역              |
| ----------------------------------- | ----------------- | ---------------------- | --- | --------------- | --------- | ---------------------- | --------- | ---------------------- |
| 고생대 오르도비스기 443.8–485.4 Mya | 상부 대석회암층군 | 두위봉층               | 석회암과 석회질 셰일 | 50~75           | 영흥층    | 셰일 석회암            | -         | 상서리통 만달통 신곡통 |
| 고생대 오르도비스기 443.8–485.4 Mya | 상부 대석회암층군 | 직운산층               | 흑색 셰일 | 50~100          | 영흥층    | 셰일 석회암            | -         | 상서리통 만달통 신곡통 |
| 고생대 오르도비스기 443.8–485.4 Mya | 상부 대석회암층군 | 막동 석회암층 (막골층) | 흑회색 석회암들(상부층원, 60m) 석회암층, 돌로마이트(중부층원, 85m) 석회암층(하부층원, 80m) 흑회색 돌로마이트(기저층원, 45m) | 250~400         | 영흥층    | 셰일 석회암            | -         | 상서리통 만달통 신곡통 |
| 고생대 오르도비스기 443.8–485.4 Mya | 상부 대석회암층군 | 두무동층 (두무골층)    | 석회암, 돌로마이트 | 150~200         | 문곡층    | 석회암 돌로마이트      | 120~200   | 상서리통 만달통 신곡통 |
| 고생대 오르도비스기 443.8–485.4 Mya | 상부 대석회암층군 | 동점층                 | 사암, 규암 | 50              | 문곡층    | 석회암 돌로마이트      | 120~200   | 상서리통 만달통 신곡통 |
| 고생대 캄브리아기 485.4–541.0 Mya   | 하부 대석회암층군 | 화절층 세송층          | 석회암, 셰일 | 200~260         | 와곡층    | 석회암 돌로마이트      | 200~500   | 고풍통                 |
| 고생대 캄브리아기 485.4–541.0 Mya   | 하부 대석회암층군 | 대기층 (풍촌 석회암층) | 괴상 석회암 | 150~300         | 마차리층  | 셰일 석회암 돌로마이트 | 420       | 무진통                 |
| 고생대 캄브리아기 485.4–541.0 Mya   | 양덕층군          | 묘봉층                 | | 80~250          | 삼방산층  | 사암 셰일              | -         | 흑교통                 |
| 고생대 캄브리아기 485.4–541.0 Mya   | 양덕층군          | 장산 규암층            | | 150~200         |           |                        |           | 중화통                 |

## 평안 누층군과 석탄, 장성광업소

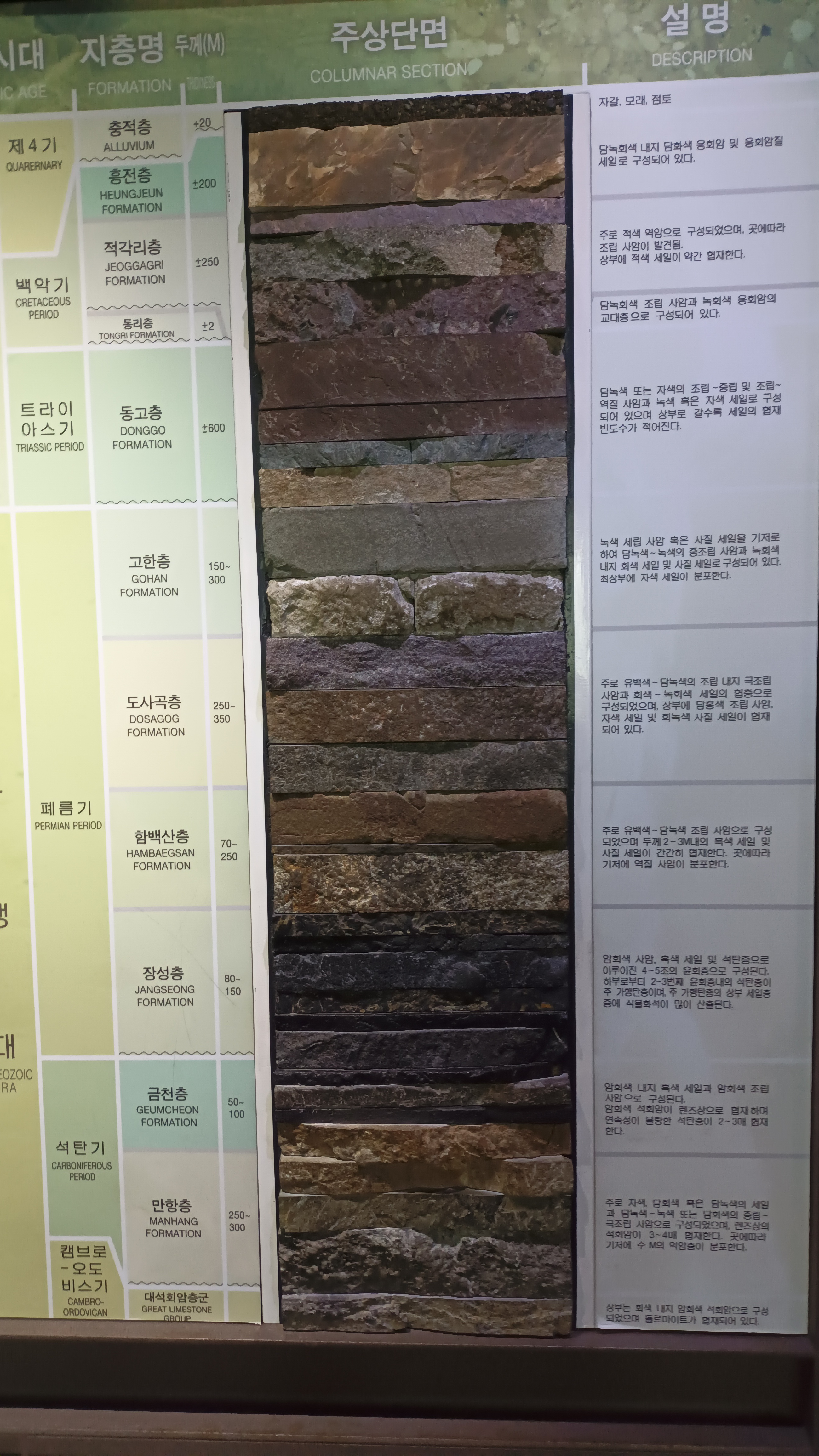
태백시 지질 주상단면도

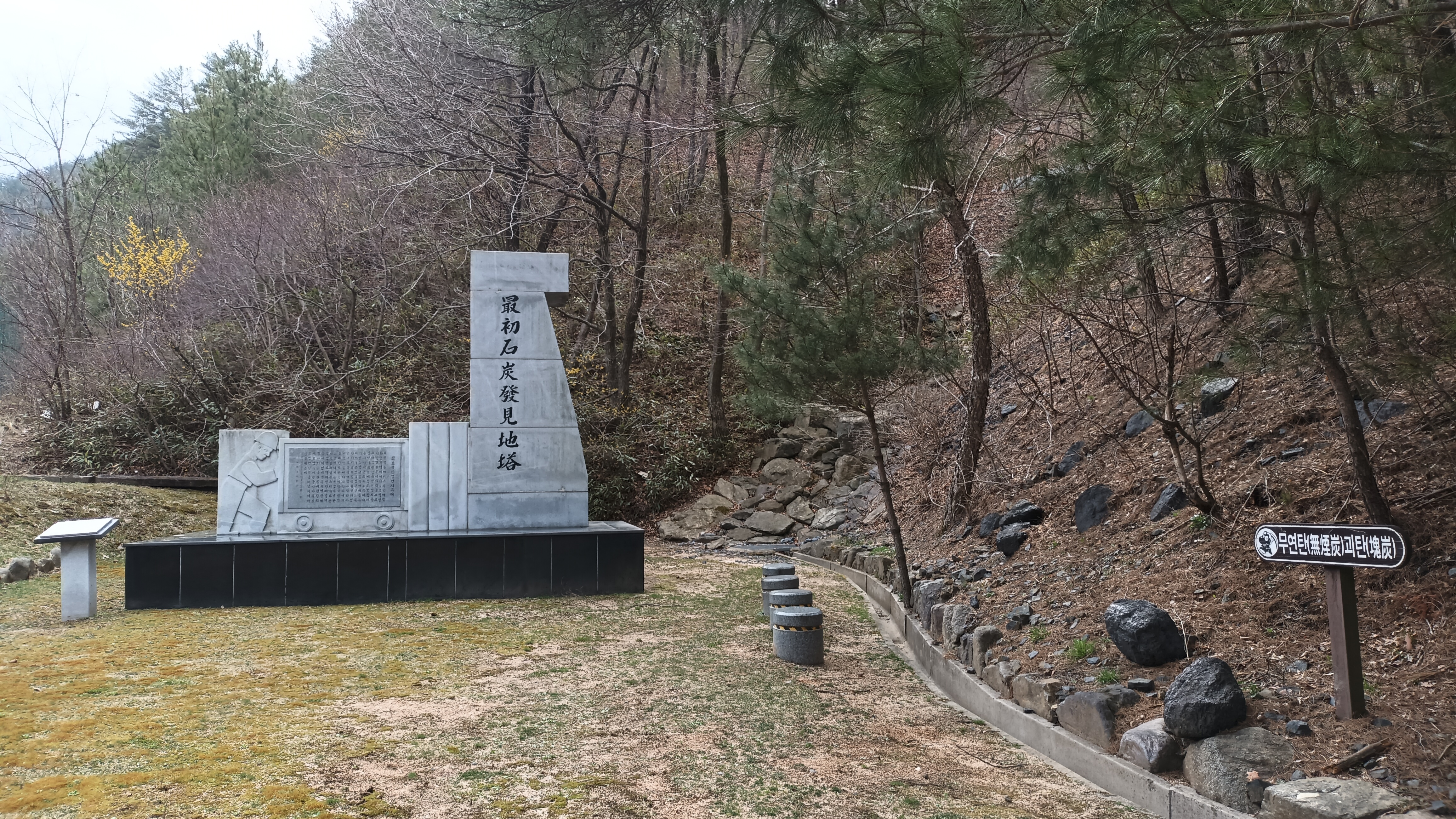
금천동 금천골 최초석탄발견지탑

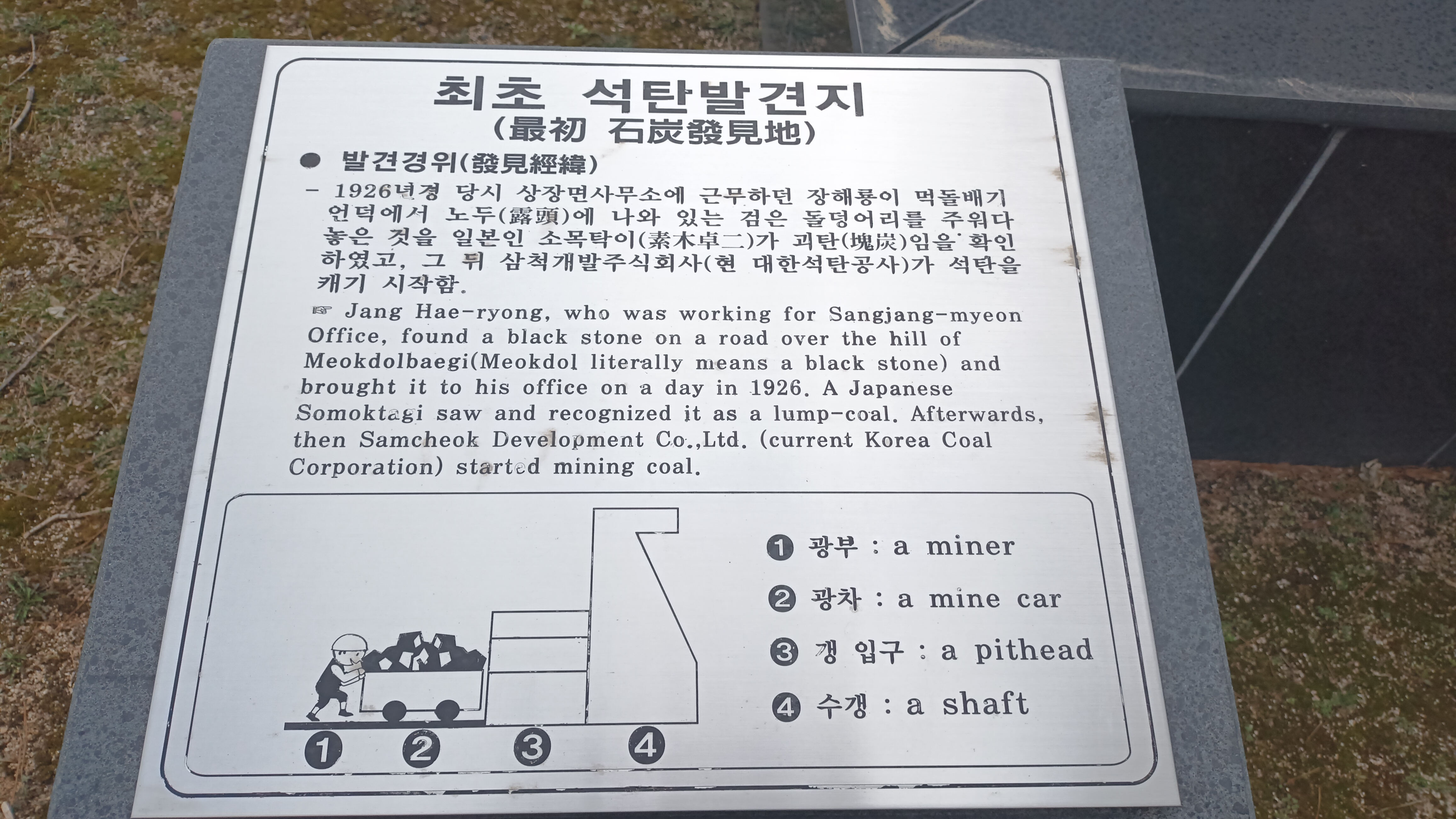
금천동 금천골 최초석탄발견지탑

고생대 후기 석탄기에서 중생대 삼첩기에 이르기까지 퇴적된 평안 누층군은 태백시 내에서 조선 누층군을 평행 부정합으로 덮으며 동점동과 장성동, 더 북쪽인 문곡동과 황지동 등지에 분포한다. 태백시에 분포하는 평안 누층군은 삼척탄전의 일부로 과거 하부에서부터 홍점층(Ch; carboniferous hongjeom formation), 사동층(Ps), 고방산층(TRg; Trias gobangsan formation), 녹암층(TRn1~3), 고방산층(TRg)으로 구분되었으나 정창희는 이를 밑에서부터 만항층, 금천층, 장성층, 함백산층, 도사곡층, 고한층, 동고층으로 새로 설정하였다. 이들 석탄기 및 삼첩기의 지층들은 중생대의 송림 변동 및 대보 조산운동과 같은 지각 변동에 의한 단층과 습곡(백운산 향사대)에 의해 심하게 교란되어 있다. 또한, 소위 삼척탄전(三陟炭田)이라 불리는 지역의 일부분으로 평안 누층군 중에 석탄(무연탄)이 존재하여 과거 이곳에서 무연탄을 개발하였다.

### 금천골 석탄층
금천골 도로절개면에는 평안 누층군이 드러나 있으며 인근에는 한국에서 최초로 석탄이 발견된 장소에 건립된 최초석탄발견지탑이 있다.

### 홍점층 (만항층)
만항층, 과거의 홍점층은 평안 누층군 최하부 지층이다. 장성광업소 삼척탄좌 부근에서는 주로 사암과 셰일의 호층으로 구성된다.

### 사동층
사동층(Ps; sadong formation)은 하위의 홍점층을 정합으로 덮으며 약 500 m 내외의 폭으로 백운산 향사대 남익에서는 황지동과 장성동, 동점동 일부 지역에, 북익에서는 황지동과 화전동 일부 지역에 대상(帶狀)으로 분포하고 있다. 장성(長省) 지구 소도동에서는 함백산 단층의 동측에 접하여 당골계곡 입구에 위치한 함태탄광에서 문곡동 남서부지역에 이르기까지는 남-북 방향으로 분포하고, 금천동에서 그 주향을 동-서로 바꾸어 강원탄광에 이른다. 여기서부터 서로 침강하는 백운산 향사대를 따라, 철암역을 끼고 오른쪽으로 도는 직경 2 km의 반원을 그리며 분포하다가 철암역 북쪽에서 분포가 절단되어 더 이상 나타나지 않는다. 소도동(함태탄광)과 문곡동 사이 지역에서는 사동층이 거의 남-북의 주향을 보이고 동쪽으로 곳에 따라서는 70°까지 경사져 있다. 금천동과 동점동(강원탄광) 사이 지역에서는 동-서 주향에 백운산 향사대에 의하여 북쪽으로 40° 내외로 경사하며 강원탄광 제6 갱도에서는 주향이 남-북이고 서쪽으로 70° 경사한다. 도계(道溪) 지구의 사동통은 황지동에서 삼척시 경계를 넘어간 도계읍 심포리에까지 동-서로 분포하며 북쪽으로 30 내지 50°의 경사를 가진다. 황지 북쪽 혈암탄광에서는 좁은 사동층이 동서로 분포하는데 여기서는 북쪽으로 70 내지 30° 경사한다. 사동층은 암석의 특징에 따라 상·중·하부 3개 부분으로 구분할 수 있다. 하부는 홍점층 직상부에서부터 하부 탄층 하반사암 직하부까지를 포함하며 석회암을 협재하는 지층이다. 중부는 하부 탄층 하반사암 기저부로부터 중탄층까지를 포함하고 사암을 주로 하며 2매의 큰 석탄층(중부 및 상부 탄층)을 협재한다. 상부는 중부 탄층 직상부 함화석 셰일층으로부터 고방산층 기저부의 직하부까지의 셰일 또는 세립사암대로서 1매의 석탄층(상부 탄층)을 협재한다. 사동층의 총 두께는 장성 탄광에서 145 m, 황지동에서 170 m
- 사동층 하부 : 이는 홍점층을 정합으로 덮는 기저(회색 사암이 보통임)로부터 40~90 m의 두께를 가진 흑색 셰일, 흑색 사질 셰일, 흑색 세립 사암, 중립 사암 등의 호층으로 구성되어 있으며 1 m 내외의 두께를 가진 암회색 내지 흑색 석회암층이 2~5매 협재된다. 장성 탄광에서는 4매의 석회암과 이들 사이에 협재된 흑색 셰일 및 엷은 석탄층으로 되어 있으며 그 두께는 55 m 내외이다. 함백지역 백운산 향사대 북익의 어룡 탄광에서는 1매의 석회암을 협재하는 두께 40 m의 셰일층이 있다. 백운산 향사대 남익에서는 석회암 발달이 없다. 황지동에서는 셰일과 사암으로 구성된 하부가 4매의 석회암을 함유하며 두께 40 m를 이룬다.[17]
- 사동층 중부 : 이는 흑색 셰일 내지 회색 조립 사암을 주로 하며 세립 사암, 흑색 셰일을 협재하는 육성층으로서 2매의 주요 석탄층(중부 및 상부 탄층)을 협재하는 두께 20~55 m의 지층이다. 하부 탄층은 대체로 발달이 불량하여 0.4~1 m임이 보통이며 중부 탄층은 발달이 양호하여 모든 탄광에서 가행의 대상이 되고 두께는 1~7 m이다.[17]
- 사동층 상부 : 중부 탄층의 직상부를 기저로 하여 고방산층 직하부까지 30~55 m의 두께를 가지며 흑색 세립 사암, 사질 셰일 및 1매의 석탄층으로 구성된다. 그 중의 석탄층은 고방산층 기저 아래쪽 5~10 m에 위치하며 곳에 따라서는 가행할 수 있는 두께를 가지나 보통 1 m 미만이다. 사동통의 상한은 고방산층의 기저가 역질 세립 사암일 때는 명확한 경계를 보이나 그렇지 않으면 점이적으로 변한다.

평안 누층군의 지질 계통표와 층서는 다음과 같다. 그간 평안 누층군을 대상으로 이루어진 많은 조사 연구가 석탄 개발을 목적으로 한 바, 평안 누층군의 분포지는 일반적으로 지역명 뒤에 탄전(炭田)이라는 명칭을 붙여 사용한다.
| 지질 시대                      | 지질 시대                    | 지질 시대    | 지역     | 지역       | 지역          | 지역     | 지역     | 지역     | 지역     | 지역     |
| 기                             | 세                           | 절           | 삼척탄전 | 강릉탄전   | 정선-평창탄전 | 영월탄전 | 단양탄전 | 보은탄전 | 평남분지 | 두만분지 |
| ------------------------------ | ---------------------------- | ------------ | -------- | ---------- | ------------- | -------- | -------- | -------- | -------- | -------- |
| 중생대 삼첩기 201.3–252.17 Mya | 중세 237–247.2 Mya           | 아니시안     | 동고층   |            | 박지산층      |          | 동고층   |          | 태자원통 |          |
| 중생대 삼첩기 201.3–252.17 Mya | 전세 247.2–252.17 Mya        | 인두안       | 동고층   |            | 상원산층      |          | 동고층   |          | 태자원통 |          |
| 고생대 페름기 252.17–298.9 Mya | 로핑기아 252.17–259.8 Mya    |              |          |            |               |          |          |          | 고방산통 | 송상통   |
| 고생대 페름기 252.17–298.9 Mya | 과달루페 259.8–272.3 Mya     | 카피탄       | 고한층   | (언별리층) | 옥갑산층      |          | 고한층   |          | 고방산통 | 송상통   |
| 고생대 페름기 252.17–298.9 Mya | 과달루페 259.8–272.3 Mya     | 워디안       | 도사곡층 | 망덕산층   | 옥갑산층      |          | 도사곡층 |          | 고방산통 | 송상통   |
| 고생대 페름기 252.17–298.9 Mya | 과달루페 259.8–272.3 Mya     | 로디안       | 도사곡층 | 망덕산층   | 옥갑산층      |          | 도사곡층 |          | 고방산통 | 송상통   |
| 고생대 페름기 252.17–298.9 Mya | 시수랄리아 272.3–298.9 Mya   | 쿤쿠리안     | 함백산층 | 함백산층   | 옥갑산층      |          | 함백산층 | 함백산층 | 고방산통 | 계룡산통 |
| 고생대 페름기 252.17–298.9 Mya | 시수랄리아 272.3–298.9 Mya   | 아르틴스키안 | 장성층   | 장성층     | 장성층        | 미탄층   | 장성층   | 장성층   | 사동통   | 계룡산통 |
| 고생대 페름기 252.17–298.9 Mya | 시수랄리아 272.3–298.9 Mya   | 사크마리안   |          |            | 밤치층        | 밤치층   |          | 밤치층   | 사동통   | 암기통   |
| 고생대 페름기 252.17–298.9 Mya | 시수랄리아 272.3–298.9 Mya   | 아셀리안     |          |            | 밤치층        | 밤치층   |          | 밤치층   | 입석통   | 암기통   |
| 고생대 석탄기 252.17–298.9 Mya | 펜실베이니아 298.9–323.2 Mya | 모스크바     | 금천층   | 금천층     | 금천층        | 판교층   | 금천층   |          | 홍점통   |          |
| 고생대 석탄기 252.17–298.9 Mya | 펜실베이니아 298.9–323.2 Mya | 모스크바     | 만항층   | 만항층     | 만항층        | 요봉층   | 만항층   | 만항층   | 홍점통   |          |
| 고생대 석탄기 252.17–298.9 Mya | 펜실베이니아 298.9–323.2 Mya | 바시키르     | 만항층   |            | 만항층        | 요봉층   | 만항층   |          |          |          |

## 태백시의 단층

### 함백산 단층
함백산 단층은 화전동에서 함백산 동쪽과 소도동, 금천동을 지나 봉화군 석포면 대현리까지 이어지는 북서 10~20°주향의 단층이다. 단층의 낙차는 남부에서 많다.

### 철암 단층
태백시 동점동과 장성동의 경계 부근에는 철암역을 지나는 철암 단층이 위치해 있어 평안 누층군 녹암층 이하 모든 지층을 수평으로 변위시키고 있다. 변위량은 장산 규암층 기준 2 km에 달한다.

## 화석
태백시의 조선 누층군과 평안 누층군에서는 삼엽충, 두족류, 완족류, 생흔 화석, 식물 등의 화석이 산출된다. <한국화석도감> 에 의하면 태백시에서 발견된 화석은 다음과 같다.

### 삼엽충
- 바실리엘라 Basiliella sp. (직운산층, 장성)
- 돌레로바실리쿠스 Dolerobasilicus yokusensis (Kobayashi) (직운산층, 장성)

### 두족류
- Holmiceras coreanicum (Kobayashi, 1927) (직운산층, 혈동 사내골, 동점동 나팔고개)
- Kirkoceras arcuatum Ulrich and Foerste, 1936 (두위봉층, 소도동 소로골)
- Wennanoceras sp.  (직운산층, 소도동 소로골)
- Kogenoceras nanpiaoense (Kobayashi and Matsumoto, 1942) (막동 석회암층, 혈동 사내골)
- Ormoceras cricki Kobayashi, 1934 (막동 석회암층, 혈동 사내골)
- Michelinoceras cancellatum Yun, 1999 (막동 석회암층, 혈동 사내골)
- Stereoplasmoceras sp. (직운산층, 소도동 소로골)
- Wennanoceras chikunense (Kobayashi, 1927) (직운산층, 소도동 소로골)
- Armenoceras sp. aff. A. asiaticum Endo, 1932 (두위봉층, 소도동 소로골)
- Polydesmia sp. cf. P. canaliculata Lorenz, 1906 (막동 석회암층, 혈동 사내골)

### 연체동물
- Wutinoceras robustum (Kobayashi and Matsumoto, 1942) (막동 석회암층, 혈동 사내골)
- Actinoceras sp. aff. A. arbakuntchense Balashov, 1962 (두위봉층, 혈동 사내골)
- Raphistoma katoi (Kobayashi) (복족류, 두위봉층, 소도동)

### 이매패류 화석
- Streoblochondria sp. (만항층, 장성동 구금천탄광  맞은편 야산 중턱)

### 완족류및필석류
- Rafinesquina sp. (직운산층)
- Spiriferellina sp. cf. S. hochuanensis Liao (만항층, 장성)
- Diplograptus perexcavatus Lapwarth (필석류, 직운산층, 장성)

### 생흔 화석
- Rusophycus, ichno sp. (두무동층, 동점동)
- Planolites beverlyensis (화절층, 동점동)
- Helminthopsis hieroglypica (막동 석회암층, 동점동)

### 식물 화석
- Pecopteris sp. (산지 불명)
- Sphenophyllum thonii Mahr (산지 불명)
- Mariopteris sp., Sphenophyllum sp. (평안 누층군, 산지 불명)
- Neuropteris sp. (산지 불명)
- Tingia hamaguchi Komo (산지 불명)
- Lepidodendron sp. (산지 불명)
- Equisetites sp. (산지 불명)
- Calamites  sp. (산지 불명)
- Sphenophyllum oblongifoliym (Royle) Unger (산지 불명)
- Lobatannularia sp. (석탄기, 산지 불명)
- Annularia sp. (석탄기, 산지 불명)
- Sphenophyllum sp. (산지 불명)
- Sphenopteris sp. (산지 불명)
- Lepidophyllum sp. (산지 불명)
- Cordaites sp. 잎 (산지 불명)
- Taeniopteris sp. (산지 불명)
- Ctenis sp. (산지 불명)
- Alloiopteris sp. (산지 불명)
- Tingia sp. (산지 불명)
- Gigantopteris  sp. (산지 불명)
- Annularia sp. (금천층, 혈동 사내골)

### 코노돈트
- Proconodontus tricarinatus (Nogami) (화절층, 동점동)
- Idiognathodus delicatus Gunnell (요물골 계곡)

### 화석 산지
전술한 <한국화석도감> 에 의하면 태백시에서의 주요 화석 산지는 다음과 같다.
- 혈동 사내골은 계곡을 따라 조선 누층군 직운산층이 잘 드러나 있고 두족류, 삼엽충 화석이 양호한 보존 상태로 산출된다. 특히 두족류인 Holmiceras coreanicum 이 가장 많이 산출된다.
- 소도동 소로골 노두는 직운산층 상부와 두위봉층이 만나는 경계부에 해당하는 곳으로 흑색 셰일과 생물 쇄설물로 구성되며 두족류, 삼엽충, 완족류 등의 무척추동물 화석이 산출된다.
- 장성동 동점 나팔고개 노두에서는 철길을 따라 노출된 직운산층에서 삼엽충, 복족류, 두족류 화석이 많이 산출된다. 고개 마루에서 보이는 두위봉층 노두에서도 두족류 화석이 산출된다.

## 광물과 지하자원

### 철암 은광상
철암 은광상은 각력암맥 내에 발달한 은 광상으로 일제강점기부터 개발된 광산이다. 광산의 지질은 선캄브리아기 홍제사 화강암, 고생대 조선 누층군과 이를 관입한 여러 종류의 암맥들로 구성된다. 이 광상에서 산출되는 은광석의 품위는 700~1,000 g/t이다. 산출되는 광석은 철망간중석, 황철석, 유비철석, 섬아연석, 방연석, 황동석, 휘은석, 사면동석, 농홍은석, 호박금, 안티모니-은광물, 자연 은 등이다.

### 장성 망가니즈광상
장성 망가니즈광상은 태백시 장성동에 위치하며 광산의 지질은 조선 누층군 풍촌 석회암층, 화절층, 동점 규암층, 두무동층, 막골층으로 구성된다. 주향 북동 5~10°, 경사 남동 75~80°, 주광맥 폭 80~100 cm의 망가니즈 광맥이 동점 규암층과 두무동층을 횡단하며 시추결과 심부에 대규모 연-아연광체가 부존되어 있다.

### 거도광산
거도광산은 태백시 소도동에 위치한 철, 구리 광산으로 광산의 지질은 조선 누층군과 이들을 관입한 화강섬록암, 화강반암, 장석반암 등으로 구성된다. 광상은 조선 누층군과 화성암류의 접촉부 부근의 석회암 내 스카른대에 부존된 접촉교대광상이다. 주로 자철석과 황동석 등이 산출된다.

## 같이 보기
- 한국의 지질
- 삼척시의 지질
- 봉화군의 지질
- 영월군의 지질
- 정선군의 지질
- 평창군의 지질
- 강릉시의 지질
- 태백시
- 대한석탄공사
- 무연탄
- 구문소